# Applied Engineering
Applied Engineering, situada em Carrollton, TX, foi um dos principais fabricantes de hardware para a linha de computadores Apple II do início dos anos 1980 até meados dos anos 1990.

Logo da Applied Engineering.

## Histórico
Em sua época, a Applied Engineering construiu uma sólida reputação entre usuários de Apple II por sua inovação, excelente qualidade de construção, e suporte de garantia generoso. A AE rapidamente preencheu as lacunas no mercado para placas de expansão para o Apple II, frequentemente desenvolvendo produtos para a linha Apple II que nem a Apple Computer e nem outros fabricantes ofereciam.

## Produtos
Alguns dos produtos mais conhecidos da Applied Engineering para o Apple II incluíam:
- RamWorks — expansão de memória para o Apple IIe
- TransWarp — acelerador de CPU para o Apple IIe e Apple IIGS
- Vulcan — disco rígido interno
- PC Transporter — placa NEC V30 (compatível com o Intel 8086) que permitia aos Apple II rodar programas para MS-DOS